# Вужинський Іван Андрійович
Вужинський Іван Андрійович (7 червня 1955) — голова Державної служби автодоріг України з 27.12.2003 до 22.02.2005. Герой України (2004).
Працював директором підприємства «Гарант» у Львові.
24—29 грудня 2003 — заступник гендиректора Державної адміністрації залізничного транспорту України.

## Відзнаки
- березень 2004 — Державний службовець 2-го рангу
- Заслужений будівельник України (12.2002).
- Орден «За заслуги» III ст. (06.2003).
- Герой України (з врученням ордена Держави, 21.10.2004).